# Туровцев, Виктор Иванович
Виктор Иванович Туровцев — советский хозяйственный, государственный и политический деятель.

## Биография
Родился в 1924 году в Козлове. Член КПСС.
До 1941 — рядовой работник райтрудсберкассы.
Участник Великой Отечественной войны в составе 9-го разведовательного ап 145-й апабр
Окончил факультет международных экономических отношений Московского финансового института и его аспирантуру.
В 1955—1957 — старший преподаватель, затем доцент кафедры «Политическая экономия», декан кредитно-экономического факультета МФИ.
В 1957—1959 — третий, второй секретарь Дзержинского районного комитета КПСС города Москвы.
В 1959—1961 — ответработник аппарата ЦК КПСС.
В 1961—1963 — первый секретарь Дзержинского районного комитета КПСС города Москвы.
В 1963—1965 — секретарь Московского городского комитета КПСС; заместитель председателя исполнительного комитета Московского городского Совета депутатов трудящихся.
В 1965—1971 — председатель Московского городского комитета народного контроля.
После 1971 года — ответственный работник Комитета народного контроля СССР, Госбанка СССР и Банка России.
Депутат Верховного Совета РСФСР 6-го и 7-го созывов. Делегат XXIII и XXIV съездов КПСС.
Умер в 2015 году в Москве.

## Награды
- Орден Отечественной войны I степени
- Орден Трудового Красного Знамени (дважды, в том числе 03.09.1971)
- Орден Красной Звезды